# 崔璆
崔璆（9世纪—883年），字致美，贝州武城县（今河北省衡水市故城县）人，出自清河崔氏清河小房，唐朝官员，黄巢大齐政权宰相。
崔璆是崔郾的儿子，曾任浙东观察使。他罢去浙东观察使的官职，居住在长安时，被黄巢俘获。881年1月16日（广明元年十二月十三日），黄巢称帝，在含元殿即皇帝位，定国号为大齐，册立其妻子曹氏为皇后。崔璆、杨希古并为同平章事，孟楷、盖洪为左右仆射、知左右军事。又任命太常博士皮日休为翰林学士。883年五月，唐僖宗颁发诏令，指责崔璆家世富贵出身显赫，却在黄巢手下做同平章事先后三年，既不逃走也不隐藏，于是将他在住所斩杀。

## 评价
- 《北梦琐言》：至如越州崔璆、湖南崔瑾、福建韦岫、郓州蔡崇（应为薛崇）、徐方支详、许昌薛能、河中李都窦潏、凤翔徐彦若，狼狈恐惧，求免不暇。